# Струґі (Каліський повіт)
Струґі (пол. Strugi) — село в Польщі, у гміні Желязкув Каліського повіту Великопольського воєводства.
У 1975-1998 роках село належало до Каліського воєводства.